# Хоскинс (Небраска)
Хоскинс (енгл. Hoskins) град је у америчкој савезној држави Небраска.

## Демографија
По попису из 2010. године број становника је 285, што је 2 (0,7%) становника више него 2000. године.
| Група             | 2000.       | 2010.       |
| Белци             | 281 (99,3%) | 272 (95,4%) |
| Афроамериканци    | 0 (0,0%)    | 0 (0,0%)    |
| Азијати           | 0 (0,0%)    | 1 (0,4%)    |
| Хиспаноамериканци | 1 (0,4%)    | 11 (3,9%)   |
| Укупно            | 283         | 285         |